# Hilde Stock-Sylvester
Hilde Stock-Sylvester (* 29. September 1914 in Hannover; † 11. Februar 2006 in Bonn) war eine deutsche Malerin.

## Leben
Hilde Stock-Sylvester wurde am 29. September 1914 in Hannover als erstes Kind von Albert Max Sylvester und Julie Sylvester, geborene Uhe, geboren. 1917 folgte Schwester Gerda, die ebenfalls einen künstlerischen Weg ging.
Hilde Stock-Sylvester studierte bis 1935 an der Kunstgewerbeschule Hannover bei Georg Kindermann und Fritz Burger-Mühlfeld. Dank mehrerer Ehrenzeugnisse und ihrem Abschlussexamen wurde die junge Absolventin 1936 Leiterin der Frauenwerkstattklasse der Kunstgewerbeschule in Flensburg.
1953 ging sie mit ihrem Mann Heinz Stock nach Bonn und widmete sich dort ganz ihrer Malerei. Sie wurde Mitglied der GEDOK (ab 1960) als auch des BBK (ab 1962). Sie nahm an zahlreichen Gruppenausstellungen im In- und Ausland und Einzelausstellungen teil. 1956 ging sie über zur abstrakten Malerei und entwickelte 1981 ihr „enkaustisches Geheimrezept“. Ihre Bilder entfalten durch die Verwendung der flüssigen Wachsfarben eine Leuchtkraft, die für ihre Malerei von da an typisch ist.
„Schematisierte Brücken, lichtdurchdrungene Fenster, schattenhafte Umrisse oder Abdrücke, geometrische Formeln, vertrackte Spiele mit Vorder-, Hinter- und Abgründen, perspektivische Brüche, lyrische oder dramatisierte Wechsel zwischen transparenten Farbenschleiern und blickdichten Passagen, Chiffren und Schriftzitate bestimmen die durchkomponierten Bildarchitekturen Hilde Stock-Sylvesters.“
Hilde Stock-Sylvester starb im Alter von 91 Jahren am 11. Februar 2006 in Bonn.

## Einzelausstellungen
- 1985 Bonn, Galerie Atelier 161: „Transzendenzen“
- 1986 Bonn, Galerie Roger v. Hagen: „Brücken und Fenster“
- 1986 Bonn, Foyer der Deutschen Landjugend-Akademie: „Eigensinn des Ästhetischen“
- 1988 Bad Neuenahr, Lesehalle im Kurpark: „Bilder von 1986/1987“
- 1991 Bonn, Kurfürstliches Gärtnerhaus: “Arbeiten aus den letzten 3 Jahren”
- 1994 Bonn, Kurfürstliches Gärtnerhaus: “Unterwegssein - Arbeiten in Enkaustik”
- 1996 Bonn, Wohnstift Augustinum, Retrospektive Ausstellung und Dia-Vortrag
- 1998 Bonn, Bonner Künstlerhaus: “Unterwegs der Sehnsucht wegen”
- 1999 Bonn, Wohnstift Augustinum: “Zeit-Kunst”
- 2004 Bonn, Wohnstift Augustinum: “Ausstellung zum 90. Geburtstag”
- 2014 Bonn, Kurfürstliches Gärtnerhaus: „Retrospektive Gedächtnisausstellung zum 100.“[2]

## Gruppenausstellungen
- 1960 Bonn, Jägerhäuschen (ab 1960: „Kurfürstliches Gärtnerhaus“) gemeinsam mit Ilse Glock und Anna Leutz-Hübbe
- 1962 Bonn, Beethovenhalle, Jubiläumsausstellung der Gedok
- 1962 Schleswig, Schloss Gottorf, „ars viva 62“ mit „Warten auf Godot“
- 1974 Bonn, Rhein. Landesmuseum, Bonner Kunstverein zeigt „Bonner Künstler 74“
- 1982 Bonn, Landesvertretung NRW, Gedok:
- 1982 Bad Godesberg, Haus an der Redoute, Gedok: „7 Bonner Künstlerinnen“
- 1983 Bad Godesberg, Haus an der Redoute, BBK: „Querschnitte“ Teil II
- 1984 Kurfürstliches Gärtnerhaus, zusammen mit Ruth Willisch „Innenwelten“
- 1984 Haus an der Redoute, Gedok: „Begegnungen“
- 1985 Bad Godesberg, Foyer der Kammerspiele, „Schwarz-Weiss 1985“
- 1985 Euskirchen, Schule der Bundeswehr, Gedok: „Kunst in der Kaserne“
- 1985 Bad Godesberg, Haus an der Redoute, BBK: Jahresausstellung “Farbe”
- 1986 Bonn, Frauenmuseum, BBK: „Bonner Regionale '86“
- 1986 Bad Godesberg, Haus an der Redoute, Gedok: „Malerei und Plastik“
- 1986 Freiburg, Städtische Galerie Schwarzes Kloster, Gedok Bonn: „Zeit-Landschaften“
- 1988 Bonn, Galerie R. von Hagen, zusammen mit Udo Moelders „Kunst und Einrichtung“
- 1990 Bad Godesberg, Haus an der Redoute, BBK: “Dialoge 1990”
- 1990 Bad Godesberg, Haus an der Redoute, Gedok: “Aufbruch und Überschreitung”
- 1991 Bonn, Bonner Künstlerforum, BBK: “Grafische Sequenzen”
- 1991 Bonn, Foyer der Beethovenhalle, Gedok: “Freie Kunst”
- 1992 Bonn, Künstlerforum, Gedok: „40 Jahre Gedok“
- 1993 Bonn, Künstlerforum, Gedok: „Vom Rand zur Mitte - Frauen in der Kunst“
- 1993 Bitburg, Haus Beda, Gedok Bonn: „Gedok '93 - Malerei und Plastik“
- 1994 Leipzig, Grassi-Museum, BBK Leipzig/Kulturamt Bonn/BBK Rhein-Sieg: „Gewalt“
- 1995 Bad Godesberg, Haus an der Redoute, „Schwarz-Weiss '95“
- 1995 Bonn, Bonner Künstlerforum, Präsentation der abgeschlossenen Wanderausstellung Bonner Künstler in Minsk, Ankara, Istanbul
- 1996 Bonn, Bonner Künstlerforum, Ausstellung Regionale 1996 „Rot-Gelb-Blau“
- 1997 Bad Godesberg, Haus an der Redoute, „Schwarz-Weiss 1997“
- 1997 Bonn, Bonner Künstlerforum, BBK: „Total-Normal!“
- 1999 Bad Godesberg, Haus an der Redoute, „Schwarz-Weiss 1999“

## Werke in der Öffentlichkeit
- Bonn: Städtisches Kunstmuseum, Sammlung “Deutsche Kunst seit 1945”, Titel: “Auf dem Weg nach Sybaris”, Inventarnummer: Z 348 (74), Ankauf 1974
- Bonn/Berlin: Bundesministerium für Arbeit und Soziales, Titel: “In silberner Morgenfrühe”, von 1982, Mischtechnik, Ankauf 1984
- Bonn-Röttgen: Thomas-Kirche, Titel: “Denn Dein ist die Kraft und Herrlichkeit”, Enkaustik, Ankauf 1988
- Bonn: Wohnstift Augustinum, 9-teiliges Bild, Titel: “Die Schöpfung”, Enkaustik, Ankauf 1999
- Flensburg: Museumsberg Flensburg, Grafische Sammlung, Inventarnummer KV 732a-k, Schenkung 2001